# University of Limerick
University of Limerick är ett universitet utanför staden Limerick i republiken Irland.